# Pluribus
Pluribus är en kommande amerikansk science fiction-dramaserie, skapad av Vince Gilligan. Serien har Rhea Seehorn i huvudrollen, som tidigare arbetat med Gilligan i AMC-serien Better Call Saul.
Serien är planerad att ha premiär på Apple TV+ den 7 november 2025, med en första säsong bestående av 9 avsnitt. En andra säsong är planerad.

## Handling
Pluribus utspelar sig i ett nutida men förändrat Albuquerque, New Mexico. Serien följer Carol som beskrivs som den mest olyckliga människan på jorden. Hon ställs inför det märkliga uppdraget att rädda världen från lycka.

## Rollista (i urval)
- Rhea Seehorn – Carol[3]
- Karolina Wydra – Zosia[3]
- Carlos Manuel Vesga – Manusos[3]
- Miriam Shor[3]